# 下关电厂

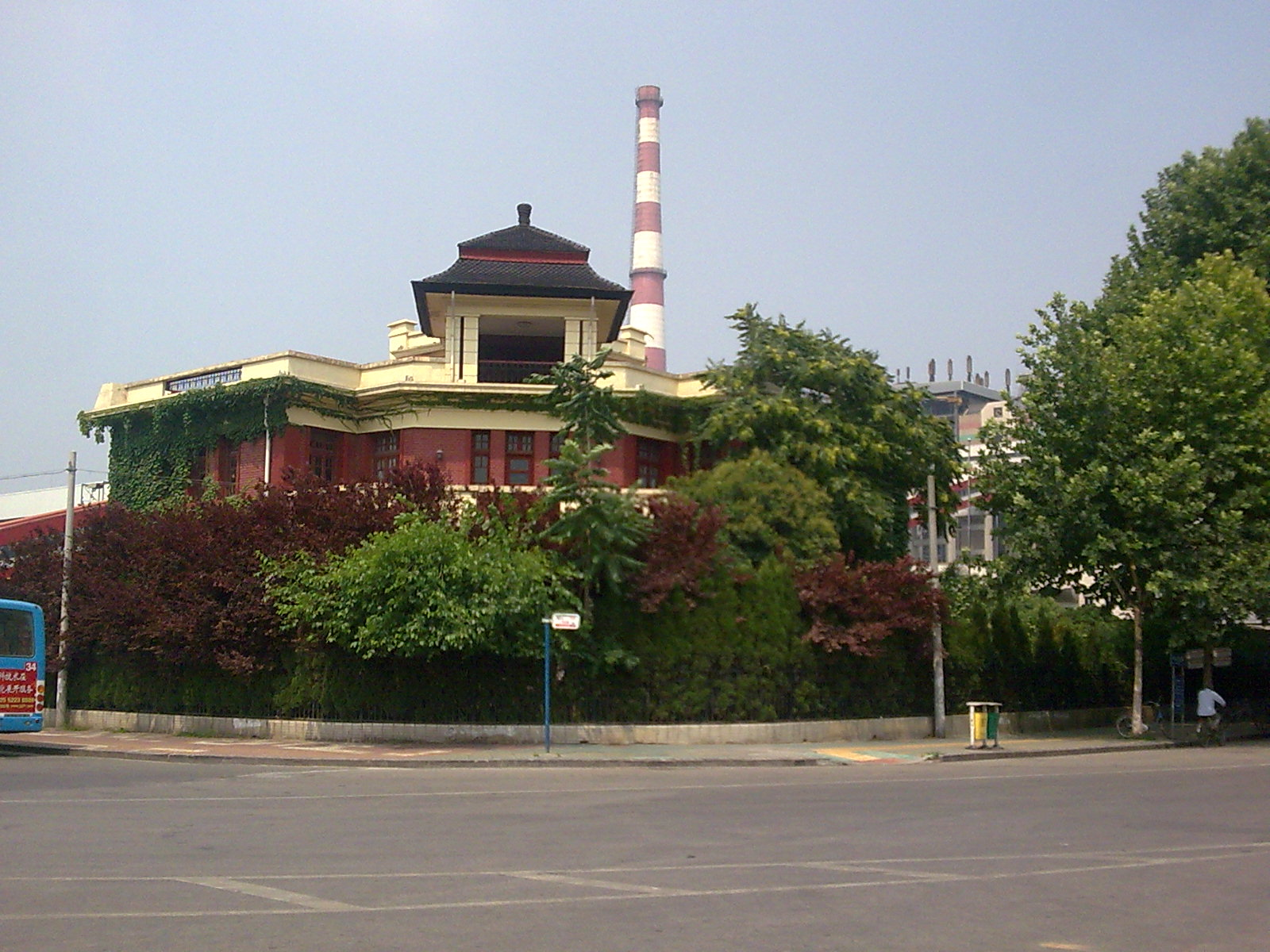
红色二层小楼是电厂内的的民国建筑，曾经作为汪精卫的办公楼。后方为电厂标志性的高达150米的烟囱。

下关电厂，即南京下关发电厂，位于中国江苏省南京市鼓楼区中山北路576号，是一座2台发电机组、总装机容量27.5万千瓦的火力发电厂，属于中国大唐集团公司。始建于1910年的下关电厂是中国第一家官办发电厂，在民国时期为首都电厂。发电厂园区内的民国建筑是民国工业建筑的代表作。

## 历史沿革
1910年，官办的金陵电灯官厂在南京西华门外建成。
1912年，民国肇建，电厂更名为江苏省立南京电灯厂。1919年，江苏省立南京电灯厂在下关建立分厂，定名为江苏省立南京电灯厂下关发电所。1928年4月，国民党中央政治会议决议将电灯厂的本厂与分厂合并，更名为建设委员会首都电厂。1937年5月，首都电厂改由扬子电气股份有限公司接收经营，转变为官商合办企业。建厂初期，电厂设总务、营业、会计、机务、电务及发电所等机构，又分设有中山路办事处和下关发电所，负责全厂日常事务与输电事项。 至此时，电厂先后安装有两台0.5万千瓦和两台1万千瓦汽轮发电机组，而此前的小机组全部停产。
1949年中华人民共和国成立后，下关发电厂收归国有，主要经营火力发电、蒸汽热供应和电力设备维修。为满足苏南地区用电，电厂自1957年起扩建新厂。三期工程至1961年全部竣工投产，此时装机容量达11.5万千瓦，为当时江苏省装机容量最大的火力发电厂，在当时承担了全省三分之一的发电任务。1993年12月，江苏省电力公司独家投资对下关发电厂进行技术改造，拆除旧机组，新装2台12.5万千瓦机组，引进芬兰烟气脱硫装置，采用四电场静电除尘。1997年7月底工程正式开工。1998年12月第一台机组建成投产，1999年7月第二台机组竣工投产，脱硫等环保装置同步投入生产。2003年电力体制改革，下关电厂划归全国五大发电集团之一的大唐集团。2009年，国家发改委核准电厂搬迁扩建计划。依该计划，电厂将迁往栖霞区靖安街道，批复的总投资为51.2亿元，将建设2台60万千瓦级超超临界燃煤发电机组，两台机组将同步安装烟气脱硫脱硝装置；同时配套新建1个3.5万吨级煤炭接卸泊位和1个2,000吨级综合泊位。而作为下关标志性建筑的电厂烟囱则会保留。 同时厂区建筑的去留也成为人们所关心的议题。

## 下关发电厂死难工人纪念碑
民国26年12月13日，南京沦陷。“煤炭港惨案”在12月14日至17日间发生，12月17日日军将中国被俘士兵及平民3,000余人，“拘禁于煤炭港下游江边，以机枪射杀，其伤而未死者，悉被押入附近茅屋，纵火活焚致死。”总计遇难3281人。此次屠杀中首都电厂工人45人遇难。抗战胜利后，民国35年9月，扬子电气有限公司总经理潘铭新决定，为纪念罹难工友，在下关发电所大门花圃处，建造“殉难工友纪念碑”。次年4月17日，“殉难工友纪念碑”落成，时任南京市市长的沈怡亲临揭幕。
1951年6月15日下关发电厂决定将“殉难工友纪念碑”从厂区迁移到生活区重建，新的纪念碑于同年10月1日建成，改名为“死难工人纪念碑”。南京市市长柯庆施为纪念碑题写碑名。纪念碑正面为碑文，背面为45名死难工人姓名。1984年9月，“死难工人纪念碑”被列为南京市下关区文物保护建筑。

## 1949年护厂斗争

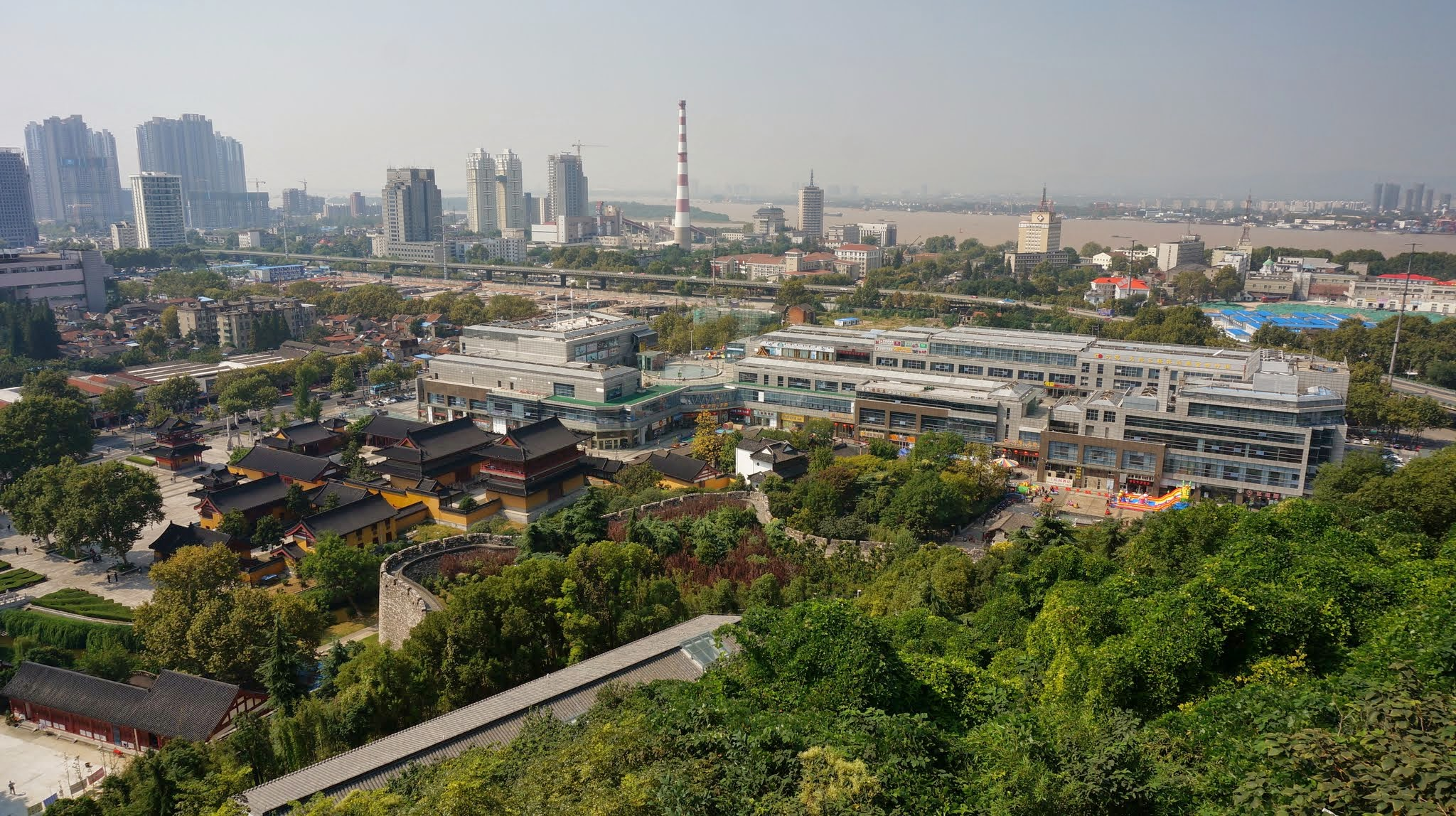
在狮子山（可能在阅江楼）上远眺长江江面，下关电厂烟囱位于图中位置。

1949年4月中旬，中華民國政府军政机关迫于战事失利，南京告急，开始撤退。中共下关地下组织发动工人成立“纠察队”、“应变会”组织进行斗争。此时电厂资金被冻结，电煤供应中断，为保卫电厂，迎接解放，首都电厂工人每人捐款2块银元，购买煤炭，维持全市供电。4月21日，进驻电厂的国军宪兵加强了对工厂工人的监视和防范，并准备炸毁电厂。混迹工人间的特务也煽动关机、停电、离厂。此时，护厂工人将电厂围墙通电，封闭电厂前后铁门，阻绝外人进入，同时与驻厂宪兵进行说理斗争，迫使宪兵撤退。
1949年4月23日夜，人民解放军第35军所部5名侦察员与首都电厂工人接头，首都电厂厂长率5名工人驾驶“京电”号小火轮驶向北岸，接运参与渡江作战的第35军的部队。晚上11时，渡江先头部队在首都电厂附近登岸。